# Comté de Dolores
Le comté de Dolores est un comté du Colorado. Son siège est Dove Creek. L'autre municipalité du comté est Rico.
Le comté doit son nom à la rivière Dolores, qui fait référence à Notre-Dame des Douleurs (Nuestra Señora de los Dolores en espagnol).

## Démographie
| 1890  | 1900  | 1910 | 1920  | 1930  | 1940  |
| ----- | ----- | ---- | ----- | ----- | ----- |
| 1 498 | 1 134 | 642  | 1 243 | 1 412 | 1 958 |

| 1950  | 1960  | 1970  | 1980  | 1990  | 2000  |
| ----- | ----- | ----- | ----- | ----- | ----- |
| 1 966 | 2 196 | 1 641 | 1 658 | 1 504 | 1 844 |

| 2010  | - | - | - | - | - |
| ----- | - | - | - | - | - |
| 2 064 | - | - | - | - | - |